# Nuragus
Nuragus (en sard, Nuragus) és un municipi italià, dins de la província de Sardenya del Sud. L'any 2007 tenia 1.025 habitants. Es troba a la regió de Sarcidano. Limita amb els municipis de Genoni (OR), Gesturi (MD), Isili, Laconi (OR) i Nurallao.

## Administració
| Període | Identitat | Partit        |
| ------- | --------- | ------------- |
| 2006-   | Elia Pili | Llista cívica |